# Аразов, Энвер Талыш оглы
Энвер Талыш оглы Аразов (азерб. Ənvər Talış oğlu Arazov; 2 декабря 1953, Кировабад — 2 ноября 1992, Сырхавенд, Агдамский район) — сотрудник правоохранительных органов Азербайджанской Республики. Национальный герой Азербайджана (1992, посмертно).

## Биография
Родился Энвер Аразов 2 декабря 1953 года в городе Кировабад, Азербайджанской ССР. В родном городе закончил восемь классов средней школы № 15. Продолжил обучение в профессионально-техническом училище. Проработав некоторое время Аразов поступил в Кировобадский филиал Азербайджанского политехнического института. В 1974 году был призван на срочную службу в ряды Советской армии. Службу проходил матросом на Северном флоте ВМФ СССР в Мурманской области. После окончания военной службы возвратился в Кировабад, трудоустроился на хрустальный завод, одновременно продолжил получать образование. В 1980 году успешно завершил обучение в институте, начав трудовую деятельность по специальности на заводе сначала наладчиком, а затем мастером смены.
В 1988 году, с началом Карабахского конфликта, Энвер поступил на службу в Министерство внутренних дел и был направлен в зону боевых действий. В 1989 году принимал участие в боях за овладение Чайкендом. В январские дни 1990 года Энвер принимал активное участие в предотвращении вхождения советских войск в Гянджу.
В 1992 году приказом назначен вторым заместителем начальника штаба национальной обороны в городе Гяндже. В августе 1992 года назначен командиром полка в Тертере. За проявленное мужество и отвагу ему было присвоено очередное звание полковника.
Принимал участие во многих успешных боевых операциях в Агдамском районе. В ночь с 1 на 2 ноября 1992 года в селе Сырхавенд Агдамского (ныне Агдеринского) района, вступил в неравный бой с вражескими силами. В этой схватке погиб.
Был женат, воспитывал двоих детей — сына Азера и дочь Самиру.

## Память
Указом Президента Азербайджанской Республики № 290 от 6 ноября 1992 года Энверу Талыш оглы Аразову было присвоено звание Национального героя Азербайджана (посмертно).
Похоронен в Аллее Шехидов города Гянджа.